# 湯姆·布羅考
湯馬士·約翰·布羅考（英語：Thomas John Brokaw，/ˈbroʊkɔː/；1940年2月6日—）是一名美國電視記者和作家，他因在1982年至2004年長達22年間擔任《NBC晚間新聞》的主持和總編輯而聞名。他是目前唯一曾主持NBC新聞全部三個主要節目的人，包括：《今天》、《NBC晚間新聞》和《與媒體見面》（只是短暫主持）。他現在擔任NBC新聞的特約記者，以及為其他媒體製作紀錄片。
在1980年代、1990年代、2000年代早期時，布羅考與其競爭對手彼得·詹寧斯（ABC新聞）和丹·拉瑟（CBS新聞）並稱為美國新聞主播的「三巨頭」。這三個人主持了他們電視台網的夜間旗艦新聞節目超過20年，他們三個人在相差不足一年的時間開始主持，以及离开各自节目的主播台。
布羅考還撰寫了幾本關於20世紀美國歷史和社會的書籍。他編寫了《最偉大的年代》（1998年）等書籍。此外，他獲得了許多不同的獎項和榮譽。

## 早期生活

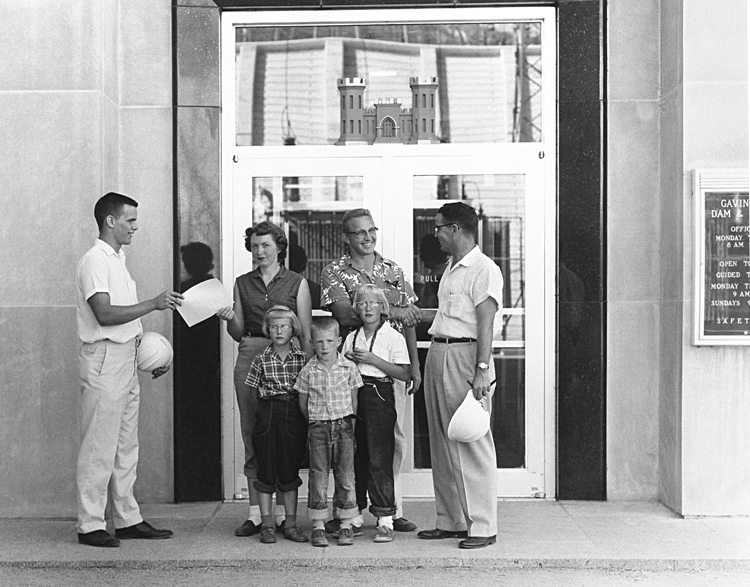
布羅考（左）正招待加文斯角大壩的第兩萬位遊客，攝於1958年；布羅考曾是當地的導遊。

布羅考出生於南達科他州韋伯斯特，母親是尼婭·「吉恩」·布羅考（Eugenia "Jean" Brokaw，舊姓康利，1917年—2011年），在郵局當文員；父親是安東尼·奧維爾·「紅」·布羅考（Anthony Orville "Red" Brokaw，1912年—1982年）。布羅考是家中的長子，有兩個弟弟丹（Dan）和理查德（Richard）。他的名字來自曾外祖父湯馬士·康利（Thomas Conley）。他的父親是胡格諾派移民鮑根·布卡（Bourgon Broucard）和凱瑟琳·布卡（Catherine Broucard，舊姓路佛）的後代，他的母親是愛爾蘭裔美國人，儘管「布羅考」這個名字的起源是有爭議的。他的曾祖父理查德·P·布羅考（Richard P. Brokaw）建立了南達科他州的布里斯托爾鎮，以及創立了一間位於布里斯托爾的小酒店——布羅考屋（Brokaw House），這是布里斯托爾的第一座建構物。
布羅考的父親是美國陸軍工兵部隊的建築工頭。他在黑山軍械庫（BHOD）工作，並曾參與建造蘭德爾堡大壩；在布羅考的童年，全家因他父親的工作需要經常搬家至南達科他州各地。布羅考家在布里斯托爾、伊格魯（BHOD的小型住宅社區）和皮克斯敦住了一小段時間，然後在揚克頓定居，布羅考在那裡上高中。
作為一名在揚克頓高中就讀的高中生，布羅考是南達科他州美國軍團男子州的領袖，並以此身份陪同時任的南達科他州州長喬·福斯到紐約市參加電視遊戲節目。這是布羅考與福斯長期的關係之開始，布羅考後來在他的關於第二次世界大戰退伍軍人的書籍《最偉大的一代》提到了這福斯。布羅考還成為喬·福斯學院的顧問委員會成員。
布羅考獲位於艾奧瓦州艾奧瓦城的艾奧瓦大學錄取，但在一年後退學，因為他顯然未能跟上學業，他說他主修「啤酒和男女同校」（beer and co-eds）。1964年，他在南達科塔大學獲授予政治學文學士 
有數年，布羅考與「Do Boys」一起爬山，其成員包括伊馮·喬伊納德和道格拉斯·湯普金斯。

## 廣播事業

### 早期事業
布羅考電視事業的生涯開始於艾奧瓦州蘇城的KTIV，他其後就職於內布拉斯加州奧馬哈的KMTV，以及亞特蘭大的WSB-TV。1966年，他加盟NBC新聞，在洛杉磯報導新聞，並擔任KNBC晚上11點的新聞報導之主播。1973年，布羅考成為NBC的白宮記者（他報導了水門事件的醜聞）以及週六《晚間新聞》節目的主播。他在1976年成為NBC節目《今天》的支持人，並一直留任至1981年為止。
2017年時，布羅考透露了一個嚴守多年的秘密——他曾在1969年獲得李察·尼克遜總統之團隊提議出任白宮新聞秘書一職，並拒絕了。早在尼克松政治復出之前，居住在加利福尼亞州的時候，布羅考已經認識了H·R·「鮑伯」·霍爾德曼（白宮辦公廳主任和提議的發起人）以及尼克遜的新聞秘書羅納德·澤格勒以及其他白宮成員員工。

### 《NBC晚間新聞》

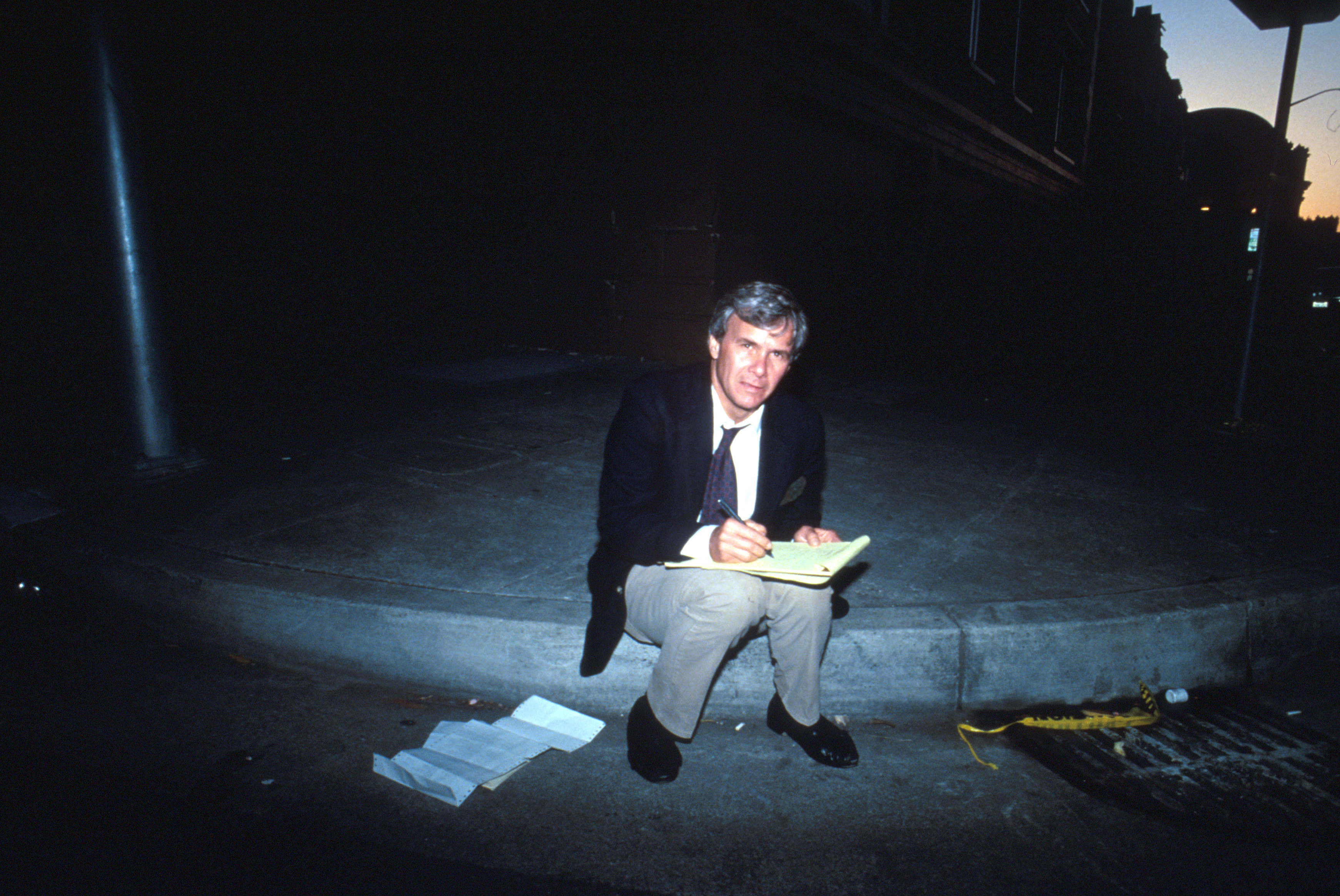
布羅考正準備在1989年洛馬普里塔地震後進行現場直播。

1982年4月5日，布羅考開始在紐約擔任《NBC晚間新聞》的聯合主播，與在華盛頓的羅傑·馬德合作。一年後，NBC新聞主席魯文·弗蘭克得出結論——雙主播節目的效果不如理想，並選擇了布羅考作為唯一的主播。《與湯姆·布羅考的NBC晚間新聞》於1983年9月5日開始播放。
1989年11月9日，布羅考取得了重大突破——他是第一位報導柏林圍牆開放的英文廣播記者。布羅考參加了由東德政治局新聞發言人君特·沙博夫斯基在東柏林舉辦的電視新聞發布會，該政治局剛剛決定允許東柏林人未經事先批准越過邊界至西柏林。當沙博夫斯基被問及這個劃時代的自由何時生效時，他瞥了一眼他的筆記，然後說道：（德語，意思為：「立即」），此事誘發了東柏林人在圍牆附近的事故。布羅考隨即對沙博夫斯基採訪，當時沙博夫斯基重複他的「立即」聲明。那天傍晚，布羅考在勃蘭登堡門的西側報導了這一聲明以及因此而在東柏林爆發的混亂局面。
此外，1993年時，在CBS的《大衛·萊特曼晚間秀》的第一次播出中，為了回應大衛·萊特曼關於NBC的玩笑的獨白，布羅考以驚喜的方式走上舞台（伴隨著保羅·謝弗和CBS樂團演奏的《NBC晚間新聞》主題音樂）。
他祝賀萊特曼的新節目並祝福他，但也表示他感到失望和震驚；他隨後走到拿著提示卡的男子旁，拿了兩張提示卡，並說道：「這最後兩個笑話是NBC的知識產權！」然後離開了舞台。萊特曼隨後評論道：「誰會想到自己會在同一句話中聽到『知識產權』和『NBC』？」

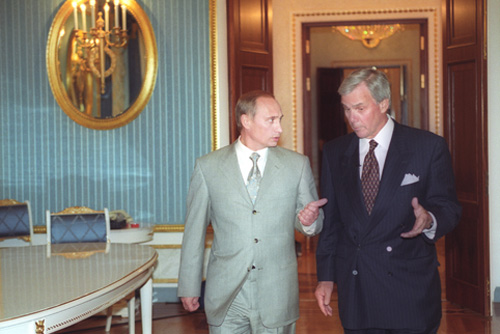
布羅考與弗拉基米爾·普京於2000年6月2日接受採訪前所拍攝的照片。

2001年9月11日，布羅考在世界貿易中心南塔遭到襲擊後，於上午9:30左右加入凱蒂·庫瑞克和馬特·勞爾，並繼續整天做著主播，直到午夜之後。在第二座塔倒塌後，布羅考觀察到：
這是戰爭。這是對美國的攻擊的聲明和執行。
在接下來的兩天裡，他繼續擔任主播直至午夜，同月晚些時候，作為2001年炭疽襲擊的一部分，他收到了一封含有炭疽病的信。布羅考沒有受到傷害，但兩名NBC新聞部員工受到了感染。2008年，他在防止大規模殺傷性武器擴散和恐怖主義委員會就有關的炭疽襲擊事件作證，逐日公開詳述他的經歷。
2002年，NBC宣布布羅考在2004年總統選舉後將不再擔任《NBC晚間新聞》的主播，且將由布萊恩·威廉姆斯繼任。布羅考在其後將以兼職身份留在NBC新聞中，擔任分析師並製作紀錄片節目和為其撰稿。2004年12月1日，布羅考在1570萬觀眾前結束了他主持的最後一次《NBC晚間新聞》。
在他卸任《NBC夜間新聞》的主播時，布羅考被認為是美國最受歡迎的新聞人物。《NBC晚間新聞》曾在1996年後期取得尼爾森收視率排名第一，並在布羅考擔任主播期間一直保持第一，領先於彼得·詹寧斯主持的《ABC世界新聞》和丹·拉瑟主持的CBS晚間新聞。

### 《NBC晚間新聞》後
布羅考離任主播後，繼續留在NBC，成為了特約記者，為《NBC晚間新聞》提供定期報導。他在2008年總統競選期間擔任NBC的分析師，並主持了巴拉克·奧巴馬和約翰·麥凱恩在貝爾蒙特大學舉行的第二次總統辯論。
布羅考是美國外交關係協會、保護記者委員會、國際救援委員會和馬約診所的董事會成員，也是侯活大學通訊委員會的成員，南達科塔大學、諾頓·西蒙博物館、美國自然史博物館和國際救援委員會的受託人。此外，他還曾為艾奧瓦大學的廣告配音，該廣告在艾奧瓦鷹眼體育賽事期間在電視上播出。
2011年5月29日，布羅考開始主持福斯運動網絡的棒球紀錄片系列《大廳裡的男孩》（英語：The Boys in the Hall）。
2014年4月，好萊塢環球影城開設了一個新的廣播設施，並以布羅考的名義命名為布羅考新聞中心（英語：Brokaw News Center）。該設施內有KNBC-TV、Telemundo擁有和經營的KVEA以及NBC新聞的洛杉磯分局。

## 個人生活
1962年，布羅考與作家梅熱迪斯·連·奧德（英語：Meredith Lynn Auld）結婚，他們育有三個女兒，分別名為詹妮弗（英語：Jennifer）、安德烈（英語：Andrea）和莎拉（英語：Sarah）。布羅考和他的妻子在他們在1989年購入的蒙大拿州利文斯頓附近的牧場居住了一段長時間。
2012年9月6日，布羅考在MSNBC的《早上喬》節目登場後住院，他其後發推文說他「一切都很好」，並解釋了他的病情，是源自於他早上不小心服用了半劑唑吡坦。他於2013年8月在馬約診所被診斷患有多發性骨髓瘤，但布羅考和他的醫師指「對治療的進度感到鼓舞」。他在整個治療的過程中繼續在NBC工作。2014年12月21日，布羅考宣布他的癌症已完全康復。

### 性騷擾指控
在2018年，布羅考被指控對三名女性進行不情願的性騷擾，一次是在1968年，兩次是在1990年代。布羅考否認這些指控，針對這些指控，前同事雷切爾·瑪多、安德里亞·米切爾、瑪麗婭·施瑞弗爾、凱莉·奧唐納和其他64人聯署了一封信，稱布羅考是「一個極端體面和正直的人」（英語：a man of tremendous decency and integrity）。

## 事業時間綫
- 1960年—1962年：TIV-TV（英语：KTIV-TV）新聞主播、氣象員和工作人員播音員
- 1962年—1965：KMTV-TV（英语：KMTV-TV）記者
- 1965年：傍晚新聞節目WSB-TV（英语：WSB-TV）主播[50]
- 1966至今：NBC新聞
  - 1966年—1972年：NBC新聞海岸記者和KNBC（英语：KNBC）主播[50]
  - 1973年—1976年白宮記者、《NBC晚間新聞》星期六主播[50]
  - 1976年—1981年：《今天》主播[50]
  - 1982年—1983年：《NBC晚間新聞》聯合主播[50]
  - 1983年—2004年：《NBC晚間新聞》主播[50]
  - 2004年—今：特約記者[50]
  - 2004年—今：撰稿主播
  - 2008年：《與媒體見面》主持人（臨時）[50]

## 演講
- 1995年：華盛頓大學畢業典禮演講[51]
- 2012年：范德堡大學和亞利桑那州立大學開幕式致辭[52][53]
- 2013年：新奧爾良洛約拉大學開幕式致辭[54]
- 2015年：高點大學開幕式致辭[55]
- 2016年：密西西比大學開幕式致辭[56]
- 2017年：南達科他州大學公開論壇[57]

## 外部連結
- Biography （页面存档备份，存于） at NBC News
- Biography from the Museum of Broadcast Communications（英语：Museum of Broadcast Communications）
- C-SPAN內的頁面（英文）
  - Booknotes interview with Brokaw on The Greatest Generation, March 7, 1999.
  - In Depth interview with Brokaw, May 6, 2012 （页面存档备份，存于）
- 《查理·罗斯访谈录》上的湯姆·布羅考
- 湯姆·布羅考在互联网电影资料库（IMDb）上的資料（英文）
- WorldCat 聯合目錄中湯姆·布羅考的著作或與之相關的著作
- 湯姆·布羅考在《紐約時報》上的節選新聞及評論
- Greatest Generation online ebook read by Tom Brokaw (2 chapters)
- YouTube上的Tom Brokaw's commencement speech at Stanford University video, transcript （页面存档备份，存于）
- "Long-Overdue Brokaw/Bragaw Additions & Corrections: The European Origins of Bourgon1 Broucard and Catherine le Fevre" from New Netherland Connections (October, November, December 2010; Volume 15; Number 4) by Perry Streeter

| 媒體職務                            | 媒體職務                                                                               | 媒體職務                      |
| ----------------------------------- | -------------------------------------------------------------------------------------- | ----------------------------- |
| 前任者： 芭芭拉·沃爾特斯和吉姆·哈茨 | 《今天》聯合主播，與簡·保利 1976年6月7日—1981年12月31日                                | 繼任者： 簡·保利和布萊特·甘保 |
| 前任者： 約翰·產素勒                | 《NBC晚間新聞》主播 1982年4月5日 - 2004年12月1日 （1983年9月5日前與羅杰·馬德聯合主播） | 繼任者： 布萊恩·威廉姆斯      |
| 前任者： 提姆·拉瑟特                | 《與媒體見面》主持人 2008年6月29日—2008年12月7日                                       | 繼任者： 大衛·格雷戈里        |